# Зелений (Архангельська область)
Зелений (рос. Зелёный) — залізнична станція в Няндомському районі Архангельської області Російської Федерації.
Населення становить 72 особи. Входить до складу муніципального утворення Няндомський муніципальний округ.

## Історія
До 2022 року входило до складу муніципального утворення Няндомське поселення.

## Населення
| 2002 | 2010 | 2012 |
| ---- | ---- | ---- |
| 135  | ↘83  | ↘72  |